# Sanktbernhardshund
Sanktbernhardshunden er opkaldt efter munken Bernard de Menthon (senere Sankt Bernhard), der i år 980 anlagde et kloster og herberg i det eneste pas i Alperne mellem Italien og Schweiz. Han anlagde det som en hjælp til udmattede rejsende, der i det kolde og uvejsomme bjergterræn ofte var faret vild og fanget i snemasserne.
Munkene begyndte i 1600-tallet at avle på egnens store og robuste hunde, der var udstyret med en fremragende lugtesans. Den første sikre afbildninger af den nuværende sanktbernhardshund er fra 1695. Hundene var måske i begyndelsen selskabs- og beskyttelseshunde i klosteret.
Sanktbernardshunden er ofte portrætteret: I tegneserier med små tønder indeholdende brændevin om halsen. Det var hensigten, at det fundne offer kunne varme sig ved at drikke af tønden. Men munkene afviser den historie: De tror, at misforståelsen skyldes et tidligt maleri.